# 観音寺 (我孫子市)
観音寺（かんのんじ）は、千葉県我孫子市にある曹洞宗の寺院。

## 概略と沿革
1662年（寛文2年）、名翁全誉によって開山された。
ただ、それ以前から将門神社には仏堂が置かれ、平将門の守本尊とされた観音菩薩像が安置されていたという。それが現在の観音堂に安置されている観音菩薩像である。
平将門が幼少時にこの地域に住んでいたという伝承が残っており、将門神社とともに将門伝説の中心的存在となっている。境内にある「首曲り地蔵」は、将門調伏を祈った成田山新勝寺を嫌い、成田にそっぽを向くように立てられている。

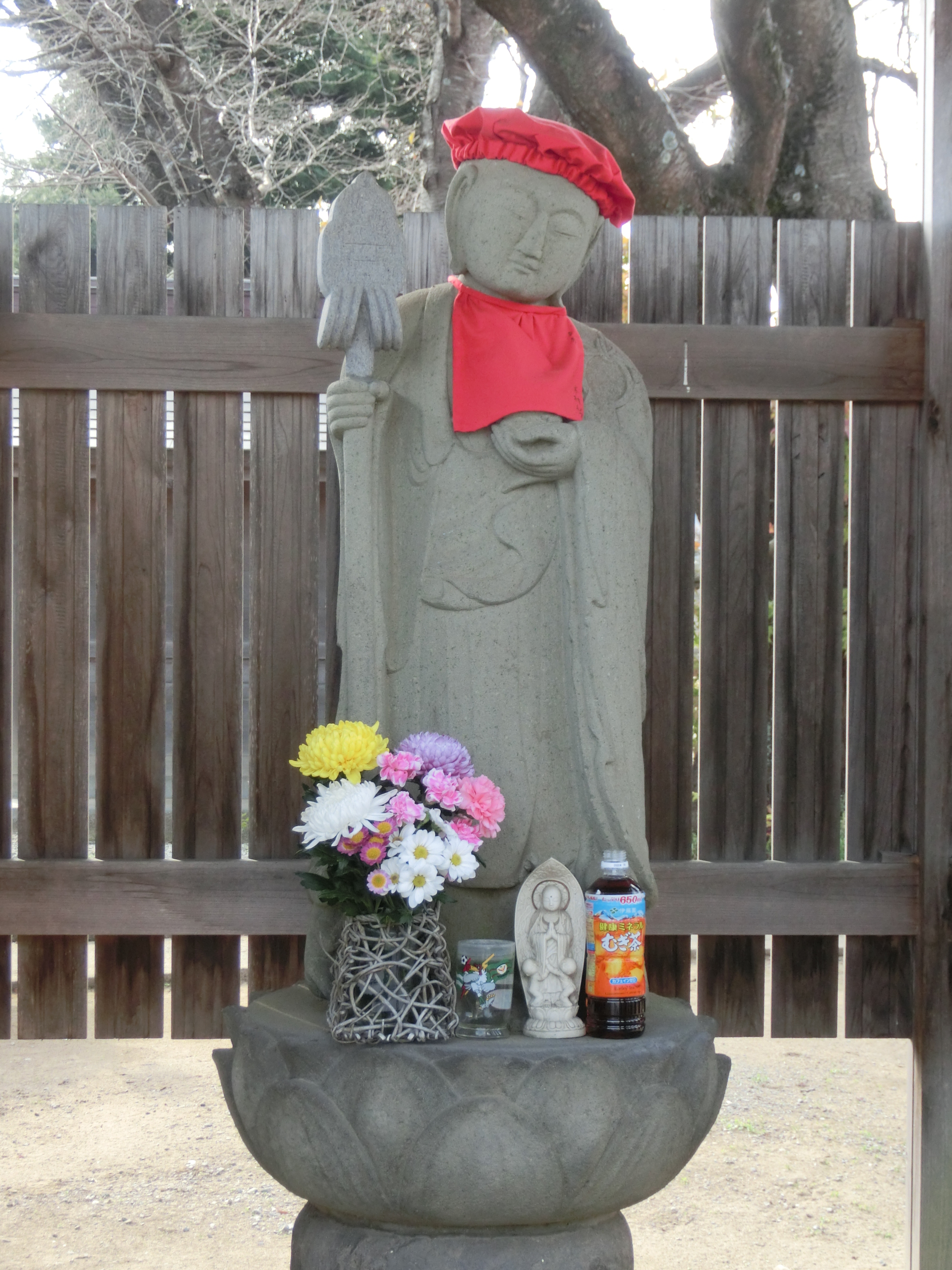
首曲り地蔵

## 交通アクセス
- 阪東バス日秀観音バス停留所で下車。